# Pio Bighi
Pio Bighi (* 5. September 1780 in Rom; † 31. August 1854 ebenda) war ein italienischer Kurienerzbischof.

## Leben
Pio Bighi empfing am 4. Juni 1803 die Priesterweihe und wurde vom Collegio Romano 1805 zum Doctor theologiae promoviert. Als Kanoniker von Santa Maria in Via Lata war er Professor der Moraltheologie am Collegio Romano, später bis 1840 Rektor des Seminars Sant’Apollinare. In den Dienst der Kurie trat Pio Bighi am 20. Mai 1822 als Konsultor der Apostolischen Datarie sowie der Indexkongregation. Am 3. Juni 1824 wurde er Konsultor der Kongregation für außerordentliche kirchliche Angelegenheiten. Im Juli 1847 wurde er Mitglied des theologischen Kollegs der Sapienza sowie Examinator des römischen Klerus. 1847 wurde Pio Bighi zum Päpstlichen Hausprälaten ernannt und 1831 zum Apostolischen Protonotar.
Papst Pius IX. ernannte ihn am 4. Oktober 1847 zum Titularbischof von Lystra. Die Bischofsweihe spendete ihm am 10. Oktober desselben Jahres in der Basilika Santi XII Apostoli Kardinal Antonio Francesco Orioli; Mitkonsekratoren waren Erzbischof Giovanni Domenico Stefanelli OP und Mariano Venturi, Bischof von Veroli. Am 22. April 1853 wurde Pio Bighi zum Vikar der Basilika St. Peter im Vatikan ernannt und am 23. August desselben Jahres zum Titularerzbischof von Philippi erhoben.